# اليونانيون في لبنان
اليونانيون في لبنان هم مواطنون لبنانيون من أصلٍ يوناني، سواء كانوا قد وُلدوا أو عاشوا في لبنان، ويقيمون بشكل رئيسي في العاصمة بيروت وطرابلس.
كان لليونانيين في لبنان وجود يعود إلى العصور القديمة، حيث كانت بين الفينيقيين واليونانيين علاقات وثيقة. الأبجدية اليونانية، على سبيل المثال، مشتقة من الأبجدية الفينيقية. يشهد للوجود اليوناني أسماء أماكن عديدة في لبنان، وأيضا العلاقات الوثيقة بين الإغريق والطوائف اليونانية الأرثوذكسية والكاثوليكية اليونانية في لبنان.

## تاريخ
في العصور القديمة، كان لبنان موقعًا لعدة مستعمرات يونانية. بعد التنصير، ظلت الثقافة اليونانية ذات تأثير قوي، تلاشت مع مرور القرون، ولكن لم تختف. إن مدينة أميون (ربما من الكلمة السامية لليونانيين، يونان)، عاصمة مقاطعة الكورة (بدورها من «القرى» اليونانية) في شمال البلاد هي شهادة حية على ذلك. في أعقاب غزو إسرائيل للبنان في عام 2006، فر معظم اليونانيين من البلاد، على الرغم من أنه لا يزال هناك مجتمع يوناني في بيروت (بيروت الكبرى) وكذلك في منطقة الكورة المذكورة أعلاه.

## اليونانيون المسلمون في لبنان
هناك حوالي 7000 يوناني يعيشون في طرابلس مينا. معظمهم من المسلمين من أصل كريتي وبعضهم من أصل إسلامي يوناني. تشير السجلات إلى أن هؤلاء غادروا جزيرة كريت بين عامي 1866 و 1897، عند اندلاع آخر ثورة كريتية ضد الإمبراطورية العثمانية، والتي أنهت الحرب العثمانية التركية عام 1897. تمكن الكثير من مسلمي اليونان اليونانيين إلى حد ما من الحفاظ على هويتهم ولغتهم. حتى الحرب الأهلية اللبنانية، كان مجتمعهم مترابطًا خصوصا بزواج أفراده فيما بينهم. ومع ذلك غادر الكثير منهم لبنان خلال ال15 عامًا التي دامت خلالها الحرب. بحلول عام 1988، كان العديد من المسلمين اليونانيين من كل من لبنان وسوريا قد أبلغوا عن تعرضهم للتمييز من قبل السفارة اليونانية بسبب انتمائهم الديني.

## مقالات متعلقة
- العلاقات اللبنانية اليونانية.
- اليونانيون في تركيا.
- اليونانيون في السعودية.
- اليونانيون في تركيا.